# Alauda Ruiz de Azúa
Alauda Ruiz de Azúa Arteche (Baracaldo, 1978) es una directora de cine y guionista española. Con su primer largometraje, Cinco lobitos, ganó el Premio Goya a mejor dirección novel.

## Trayectoria
Nacida en Baracaldo, estudió Comunicación Audiovisual en la UPV/EHU y Filología Inglesa en la Universidad de Deusto y es diplomada en Dirección en la Escuela de Cinematografía y del Audiovisual de la Comunidad de Madrid (ECAM). Es cofundadora de la productora Igloo Films. 
Ha compatibilizado la dirección de proyectos personales con la realización publicitaria. Sus cortometrajes han sido seleccionados en más de 400 festivales nacionales e internacionales y han obtenido más de un centenar de reconocimientos.
En febrero de 2022 estrenó su primer largometraje, Cinco lobitos en la Sección Panoramas del Festival Internacional de Cine de Berlín.  La película, protagonizada por Laia Costa, Susi Sánchez, Ramón Barea y Mikel Bustamante fue rodada durante cinco semanas en el verano de 2021 entre Baquio y Mundaca. Ha explicado que surge de la experiencia personal de su primera maternidad. En el Festival de Málaga, en marzo de 2022, la película logró varios premios, entre ellos, el de la Biznaga de Oro, el premio al mejor guion y el premio del público.
Su segundo largometraje, la comedia romántica Eres tú,  producida por Zeta Studios para Netflix, fue estrenado en dicha plataforma en marzo de 2023.
En noviembre de 2023 se anunció el rodaje de su primera serie de televisión como directora y guionista, Querer, compuesta por cuatro episodios y producida por Movistar Plus+.

## Premios y reconocimientos
Premios Goya
| Año  | Categoría             | Película      | Resultado |
| ---- | --------------------- | ------------- | --------- |
| 2022 | Mejor dirección novel | Cinco lobitos | Ganadora  |

Medallas del Círculo de Escritores Cinematográficos
| Año  | Categoría           | Película      | Resultado |
| ---- | ------------------- | ------------- | --------- |
| 2022 | Director revelación | Cinco lobitos | Ganadora  |

Premios Feroz
| Año  | Categoría                | Película      | Resultado |
| ---- | ------------------------ | ------------- | --------- |
| 2022 | Mejor guion              | Cinco lobitos | Ganadora  |
| 2024 | Mejor guion de una serie | Querer        | Ganadora  |

Premios Forqué
| Año  | Categoría   | Película | Resultado |
| ---- | ----------- | -------- | --------- |
| 2024 | Mejor serie | Querer   | Ganadora  |

Otros premios
- Biznaga de Oro a la mejor película española en el Festival de Málaga 2022 por Cinco lobitos, además del premio al mejor guion, de la propia Ruiz de Azúa, Biznaga de Plata a Mejor Interpretación Femenina y el premio del público.
- Cinco lobitos fue la película preseleccionada en agosto del 2022 para representar a España en la edición 95 de los premios Oscar en la categoría Mejor Película Internacional.[13]
- Cinco lobitos tuvo su estreno internacional en la sección Panorama de Berlinale 2022.
- Mejor Serie 2024, Querer, en la primera edición de los Premios InStyle en Serie, concedidos por la edición española de la revista de moda InStyle, de RBA. La ficción de Movistar Plus+, Kowalski, Feel Good, también se hizo con el galardón al Mejor Guion, firmado por Alauda, Eduard Solà y Júlia de Paz. [14]
- Premio Alma 2025 al mejor guion de serie dramática, por Querer. Concedido por el  Sindicato de Guionistas de España ALMA. [15]

## Filmografía
- Clases particulares (corto, 2005)
- Lo importante (corto, 2006)
- Dicen (corto, 2011)
- Nena (corto, 2014)
- No me da la vida (corto, 2021)
- Cinco lobitos (largometraje, 2022). Dirección y guion.
- Eres tú (largometraje, 2023). Dirección.
- Los Domingos (largometraje, 2026). Dirección.

## Series de TV
- Querer (Movistar Plus+, 2024). Miniserie de 4 capítulos ('Querer', 'Mentir', 'Juzgar' y 'Perder')